# Comesia
Comesia — рід грибів. Назва вперше опублікована 1884 року.

## Класифікація
До роду Comesia відносять 6 видів:
- Comesia cunicularia
- Comesia felicitatis
- Comesia fusca
- Comesia guttata
- Comesia leveillei
- Comesia sampaioi